# Archivi del Nord
Archivi del Nord (Archives du Nord) è il secondo capitolo della trilogia Il labirinto del mondo (Le labyrinthe du monde) di Marguerite Yourcenar del 1977, edito nella versione originale francese da Gallimard.
Il libro è stato tradotto in almeno quattordici lingue; in italiano è apparso nel 1982, pubblicato da Einaudi.

## Trama

### Incipit
(Omero, Iliade, VI, 145-46)
Con questa epigrafe iniziale, accingendosi a redigere un libro basato sulla storia genealogica della sua famiglia, l'autrice vuole sottolineare come la casualità sia alla base del rapporto tra il discendente (in questo caso il padre) e i suoi innumerevoli antenati.

### Parte prima

Le Fiandre francesi

La notte dei tempi - Il libro ha inizio con una lunga riflessione sul passato della regione delle Fiandre francesi. Per secoli e secoli il mare si è abbattuto sulle coste sommergendole, oppure si è ritirato, consentendo un facile passaggio all'allora più vicina Britannia. Chi fossero i Celti, i Galli, i druidi, nonché una lunga serie di popolazioni germaniche e sarmatiche che si avvicendarono in quelle terre non è dato sapere. Ancor meno è facile mettere in relazione gli abitanti dell'età imperiale o tardo imperiale romana con i loro successori cristiani e successivamente crociati. Stabilire le sicure ascendenze di tante vite umane incrociatesi in una porzione di territorio scelto allo scopo è impresa inutile, quando il luogo in questione sia aperto; perciò l'autrice ha ricordato la similitudine omerica tra le stirpi umane e le foglie, che ora nascono, ora cadono al suolo.
La rete - Risalita nella genealogia della sua famiglia fino al secolo XVI, l'autrice descrive la rete di persone che, in linea femminile come in linea maschile, furono i suoi antenati. La ricorrenza dei cognomi, inizialmente di carattere fiammingo e solo più tardi ampliati con parti in francese, ha costituito la base onomastica con cui Yourcenar ha popolato il suo romanzo L'opera al nero.
È cura particolare dell'autrice specificare quali tra questi uomini e donne non furono suoi antenati diretti, anche se il prestigio o una simpatia avrebbero fornito la tentazione per un'indebita annessione. Il caso più clamoroso è quello delle due mogli di Peter Paul Rubens, sorelle dei coniugi Daniel Fourment (la seconda, Helene) e Claire Brant (la prima, Isabelle), coniugi che appartengono all'ascendenza diretta di Marguerite.

Il secolo XVII è costellato di cariche, il successivo di titoli. Cleenewerck, nome trasmesso in linea patrilineare all'autrice, si affianca a de Crayencourt all'inizio del XVIII secolo. La cospicua fortuna economica e sociale dei Cleenewerck e di altre famiglie ha dato origine a numerosi matrimoni all'insegna di parentele, spesso duplici. Ma nel 1793, in una lettera, il nobile Michel-Donatien 
La Rivoluzione francese passò e i Cleenewerck, ormai solidamente de Crayencourt, ripresero i loro possessi, nel dipartimento del Nord della Francia.

### Parte seconda

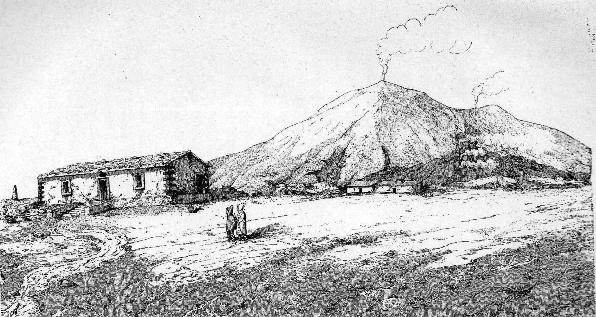
Il rifugio sull'Etna detto Casa dell'inglese

Il giovane Michel-Charles - Studente di giurisprudenza, l'erede della famiglia Cleenerweck, che si è potuta riappropriare anche del titolo "de Crayencourt", vive a Parigi nel 1842, frequentando soprattutto cugini e altri compaesani studenti. La sua vita è sobria e il mensile passatogli dal padre non va gettato in futilità. Ma un giorno di maggio, avendo preso il treno per una gita, al ritorno un incidente imprigiona il ragazzo tra le lamiere. Con uno sforzo enorme e istintivo, Michel-Charles riesce a sgusciare tra i rottami e cadere sulla scarpata. È l'unico superstite di quanti viaggiavano nello stesso scompartimento. Soccorso e trasportato con precauzione, passa la convalescenza a casa, a Bailleul. Poco dopo conclude gli studi e il padre vuole mandarlo in viaggio per superare lo shock. Ne deriva un magnifico itinerario italiano, culminante con una salita sull'Etna, con arrivo allo storico e pionieristico rifugio detto Casa dell'Inglese. A un epistolario con la famiglia e a un quaderno di memorie, fortunatamente raccolti dalla nipote Marguerite, sono affidati ricordi, impressioni ed emozioni.

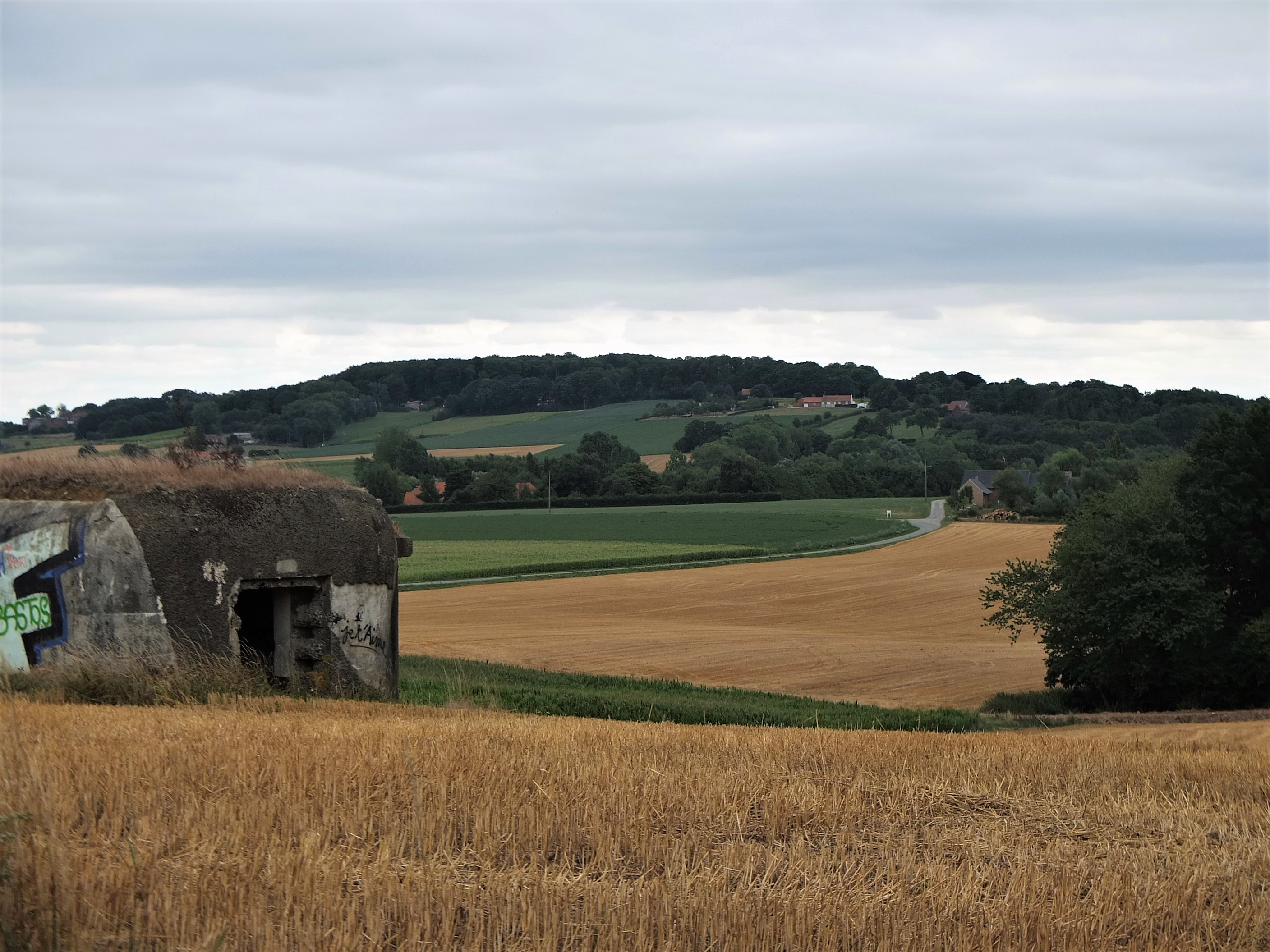
Vista del Mont Noir nei pressi di Bailleul

Rue Marais - Michel-Charles potrebbe trovare una posizione migliore, ma accetta di trasferirsi a Lilla, alla Prefettura. Qui compirà l'intera sua carriera di funzionario, con alcune fasi di oscuramento, dovute ai cambiamenti politici che si sono susseguiti in Francia dopo il 1848. A differenza della città natale, Bailleul, intrisa di fiammingo, Lilla è una città culturalmente francese, per quanto di estrema provincia. Qui egli contrae matrimonio con Noémi Dufresne, unica erede di una famiglia ricchissima, ma non proprio raffinata e assai chiacchierata per aver fatto i soldi in modo non ortodosso. Dal matrimonio nascono due figli: Gabrielle e Michel, quest'ultimo poco tollerato dalla madre, donna anaffettiva. Il padre invece si comporta con premura verso i figli, anche verso il risentito e ribelle maschio, che passa da una scuola all'altra per espulsioni a catena. Il ragazzo diventa molto violento dopo che la quattordicenne Gabrielle, sbalzata da un asino, muore tra non piccole sofferenze. L'incidente mortale è avvenuto a Bailleul, dove Michel-Charles porta i figli in vacanza con escursioni a cavallo sulla collina chiamata Mont Noir. La reazione di Noémi è di dolore sfrenato per la figlia e di astio contro l'incolpevole Michel. Né la nascita di Marie, quindici mesi dopo, attenua il clima di soffocamento. Nella vecchiaia, Michel-Charles passerà i suoi giorni a riordinare le carte e a scrivere al e per il figlio. Della piccola Gabrielle rimane un ordinato quaderno di storia.

### Parte terza
Ananke - Il diciannovenne figlio di Michel-Charles, conseguita la licenza liceale, non sapendo quale strada prendere, va ad arruolarsi nell'esercito come soldato semplice. La notizia getta nella costernazione il padre che arriva a rivolgersi a Mac-Mahon, presidente della Terza Repubblica francese per migliorare la condizione del ragazzo. L'intervento è inutile, ma, essendo un cavallerizzo molto capace, ben presto Michel il giovane si guadagna i gradi. Nell'esercito egli conosce altri giovani di ottima famiglia e potrebbe ragionevolmente aspirare a un futuro tranquillo. Invece un debito di gioco e l'impossibilità di pagarlo senza coinvolgere la troppo severa madre, inducono Michel a disertare e fuggire in Inghilterra. Qui si immerge in un rapporto con una giovane sposa, costellato di idilli e litigi, finché decide di tornare e, presentatosi al suo reparto, gli vengono tolti i gradi.
L'avventura inglese non è tuttavia finita, ma durerà circa sette anni: una nuova e più grave diserzione allontana Michel, questa volta con il divieto di ritornare in Francia per venticinque anni. Impiegandosi nelle scuole private e convivendo con l'amata, trascorre il tempo finché non arriva il padre, con la scusa di prendersi una vacanza. Michel-Charles riesce a far capire al figlio che ormai ha trent'anni e si deve degnamente accasare; i preparativi per un suo matrimonio sono in atto e lo aspetta una bella e nobile ragazza di famiglia impoverita. Per aggirare il bando dal suolo francese, si può sistemare la coppia in Belgio, a ridosso del confine, e qualche visita sarà possibile. La faccenda si realizza senza drammi, l'amante inglese di Michel torna dal marito che non aveva mai perso la speranza di ricongiungersi a lei e l'aveva forse sostenuta con denaro e altro. Giunto su suolo belga, Michel conosce la futura sposa Berthe e il matrimonio si celebra con sollievo generale. Dopo un anno nasce l'unico figlio maschio: Michel-Joseph.

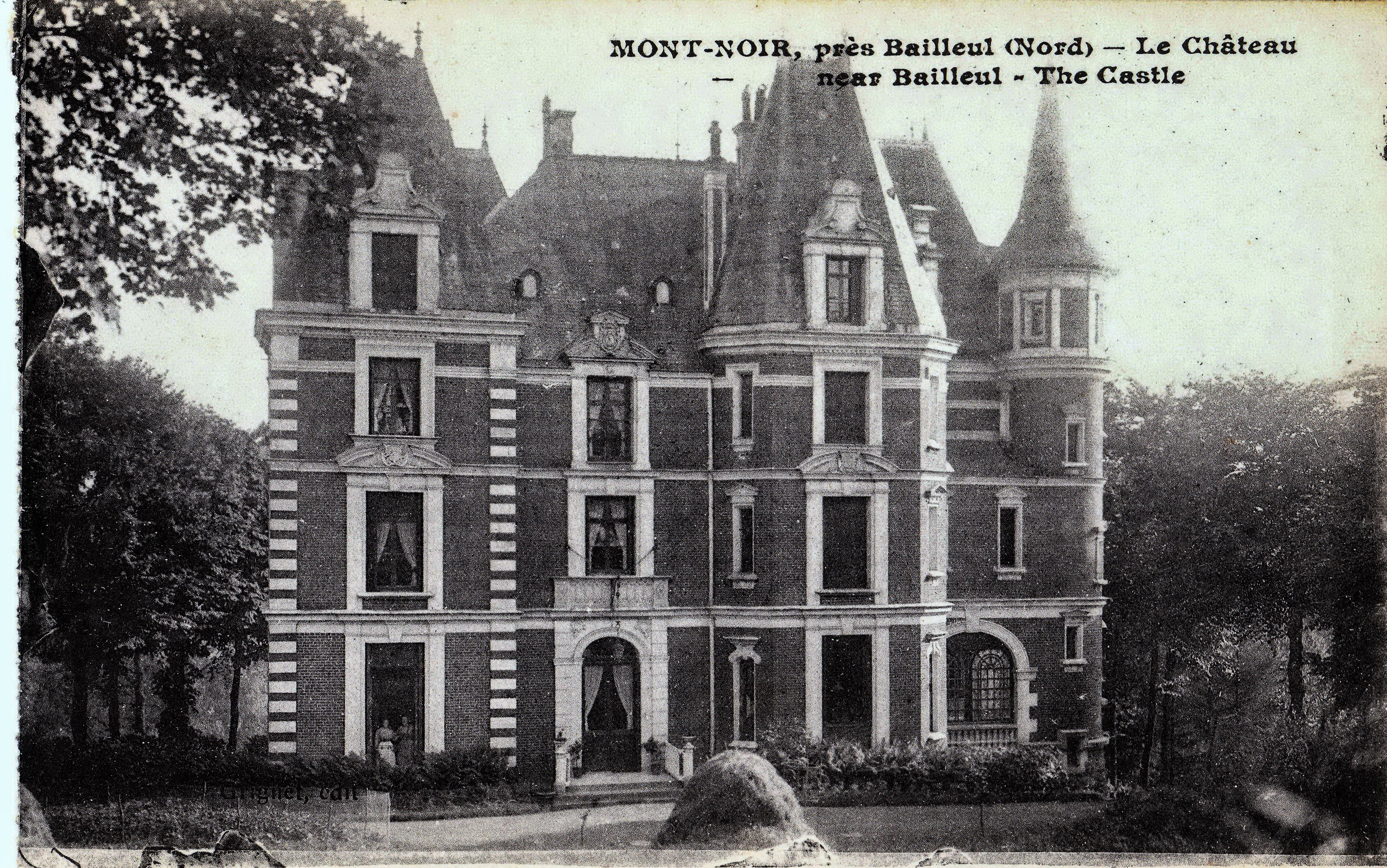
La residenza della famiglia de Crayencourt in una vecchia foto

Michel-Charles è molto malato e sta per morire, così è felice di avere ricondotto il figlio vicino a sé e di essere diventato nonno. Assistito dalla figlia minore Marie, si congeda serenamente. Ma l'assenza del padre rende insopportabile la permanenza di Michel nei luoghi dove deve vivere e con la giovane moglie si mette a viaggiare per l'Europa, lasciando il piccino alle due nonne. Solo tre anni e un'amnistia gli decurta il bando dalla Francia, quindi è libero di passare il tempo nel Midi, con predilezione per la Costa Azzurra e Nizza. Alla coppia si unisce la sorella minore di Berthe, Gabrielle, reduce da un divorzio. Per più di dieci anni i tre non si separano mai. Le due sorelle spesso gareggiano come cavallerizze e vincono premi. Il ménage non è però mai tranquillo: Michel non ha un'occupazione e le rendite che gli derivano dall'eredità paterna sono sorvegliate da un consiglio di famiglia, controllato dalla terribile madre Noémie Dufresne. Avviene così che il trio si trovi spesso in cattive acque e che molto di quanto loro accade sia tenuto segreto. A volte il piccolo Michel-Joseph è con loro, ma il padre non stabilisce un rapporto proficuo con il ragazzo, che cresce selvatico e diffidente.
La vita di espedienti del trio potrebbe durare all'infinito. A porvi fine è una tragedia fulminea e mai spiegata: a Ostenda, dove i tre hanno preso domicilio, nell'ottobre 1899, Berthe e Gabrielle muoiono nello spazio di quattro giorni, ignare l'una della malattia dell'altra. In quel periodo c'è anche Michel-Joseph, il quale non rivelerà mai chiaramente cosa sia successo. Molti anni dopo, Michel e la figlia Marguerite, ormai ventitreenne, incontreranno la donna che assistette le due povere sorelle, ma l'uomo, che pure la copre di insulti, non dice perché quelle due vite siano state stroncate, rispettivamente a trentotto e trentatre anni. Poco dopo, un'amica sensibile, fa conoscere a Michel la sua futura seconda moglie, Fernande de Cartier de Marchienne, di ottima nobiltà belga. Da questa unione, conclusasi tragicamente con la morte di parto della madre, nasce Marguerite, ultimo sostegno nella vita di Michel.

## Edizioni in italiano
- Marguerite Yourcenar, Archivi del Nord, traduzione di Graziella Cillario, Einaudi, Torino, 1982. ISBN 88-06-05340-X
- Marguerite Yourcenar, Archivi del Nord, traduzione di Graziella Cillario, Einaudi, Torino, 1992. ISBN 88-06-12875-2
- Marguerite Yourcenar, Archivi del Nord, Einaudi, Torino, 2008. ISBN 978-88-06-19401-7